# Aamunops hoof
Espèce
Aamunops hoof est une espèce d'araignées aranéomorphes de la famille des Caponiidae.

## Distribution
Cette espèce est endémique du Guerrero au Mexique,. Elle se rencontre vers Tepecoacuilco de Trujano.

## Description
Le mâle holotype mesure 3,5 mm.

## Systématique et taxinomie
Cette espèce a été décrite par Sánchez-Ruiz et Bonaldo en 2024.

## Publication originale
- Sánchez-Ruiz & Bonaldo, 2024 : « Updating the morphological phylogenetics of Nopinae (Araneae: Caponiidae): novel terminals and characters, with two new species. » European Journal of Taxonomy, vol. 930, p. 182-204 (texte intégral).